# Hoya stenophylla
Hoya stenophylla är en oleanderväxtart som beskrevs av Rudolf Schlechter. Hoya stenophylla ingår i släktet Hoya och familjen oleanderväxter. Inga underarter finns listade i Catalogue of Life.